# تی‌اچ‌کیو نوردیک
تی‌اچ‌کیو نوردیک جی‌ام‌بی‌اچ (سابقا نوردیک گیمز) ناشر و توزیع کننده بازی های ویدئویی مستقر در وین اتریش است. این شرکت در سال ۲۰۱۱ تشکیل شد و زیرمجموعه گروه امبریسر است. در ابتدا با نام نوردیک گیمز تأسیس شد اما در سال ۲۰۱۶ با در اختیار گرفتن نام تجاری تی‌اچ‌کیو نام خود را به تی‌اچ‌کیو نوردیک تغییر داد. مجموعه اصلی دارایی ها و بازی های این شرکت شامل چیز هایی است که از توسعه دهندگان و ناشران دیگری مثل شرکت سرگرمی جووود، دریم‌کچر اینتراکتیو و شرکت ادونچر خریداری کرده است. تی‌اچ‌کیو نوردیک همچنین چندین استودیوی فرعی از جمله بلک فارست گیمز، باگبیر اینترتینمنت، گان‌فایر گیمز، هَندی گیمز، پیرانا بایتز، پرپل لامپ استودیوز، رینبو استودیوز را خریداری و تأسیس کرده است.